# 希勒公寓
希勒公寓又称钟和公寓，是位於中華人民共和國上海市黃浦區茂名南路112-124号的中華民國大陸時期建築，該建築為钢筋混凝土结构，共4层（一說五層），建筑面积约4100平方米。建築底层沿街为商店。

## 歷史
建築建于20世纪30年代。文化大革命期間，杜月笙的小老婆、儿子在钟和公寓门口被批斗。2005年，該建築被公布为上海市优秀歷史建筑。